# Église Saint-Pierre-aux-Liens de Saint-André-Lachamp
L'église Saint-Pierre-aux-Liens est une église située en France sur la commune de Saint-André-Lachamp, dans le département de l'Ardèche en région Rhône-Alpes.

## Localisation
L'église est située sur la commune de Saint-André-Lachamp, dans le département français de l'Ardèche.

## Description
L'église mesure douze pas de long (9 mètres) et cinq de large (3 mètres 75), pour sa partie principale.
Une maison claustrale jouxte l'édifice.

## Protection
L'église Saint-Pierre-aux-Liens est inscrite au titre des monuments historiques en 1929.

## Galerie de photos

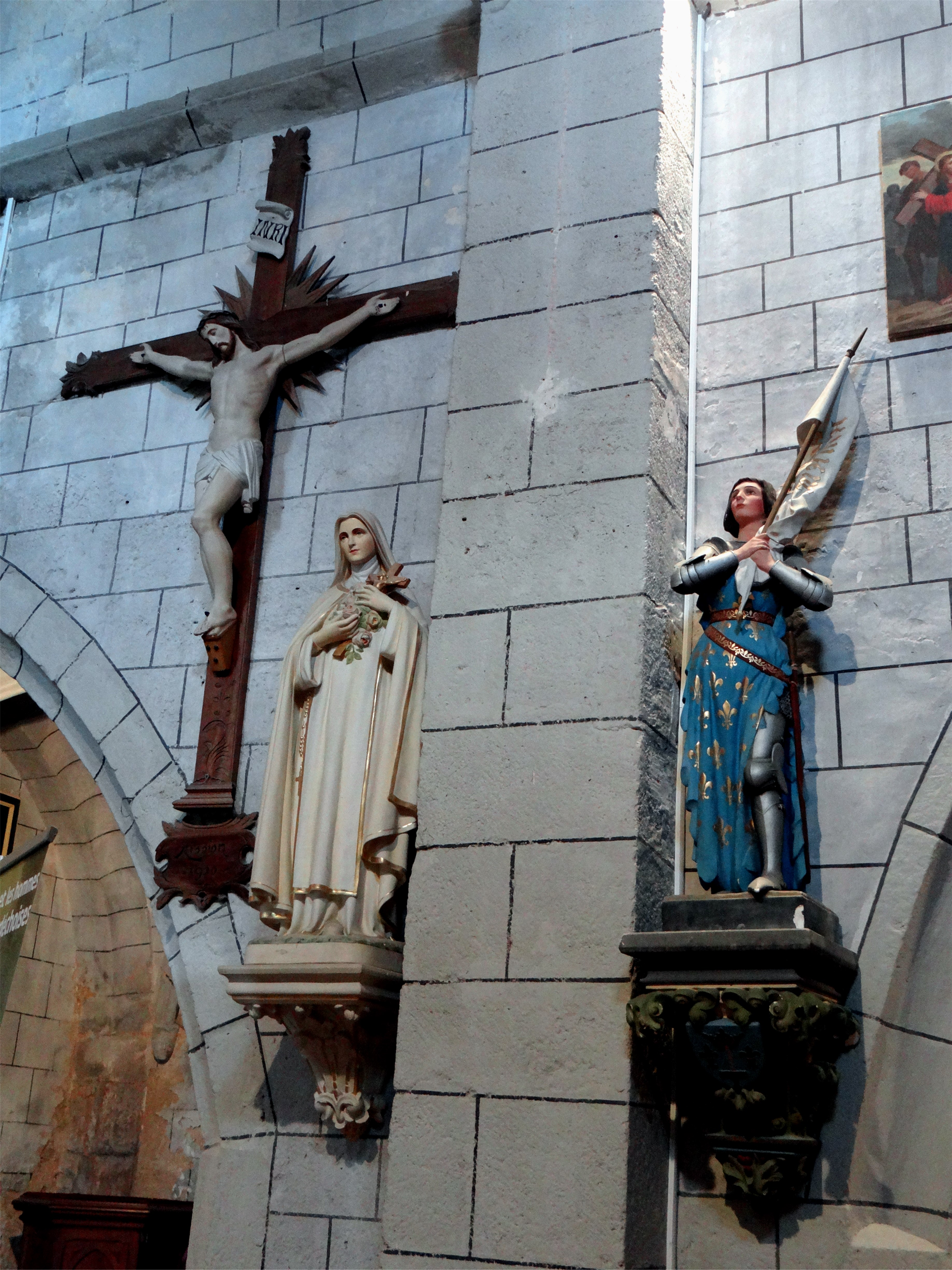
Statues de sainte Thérèse et Jeanne d'Arc.
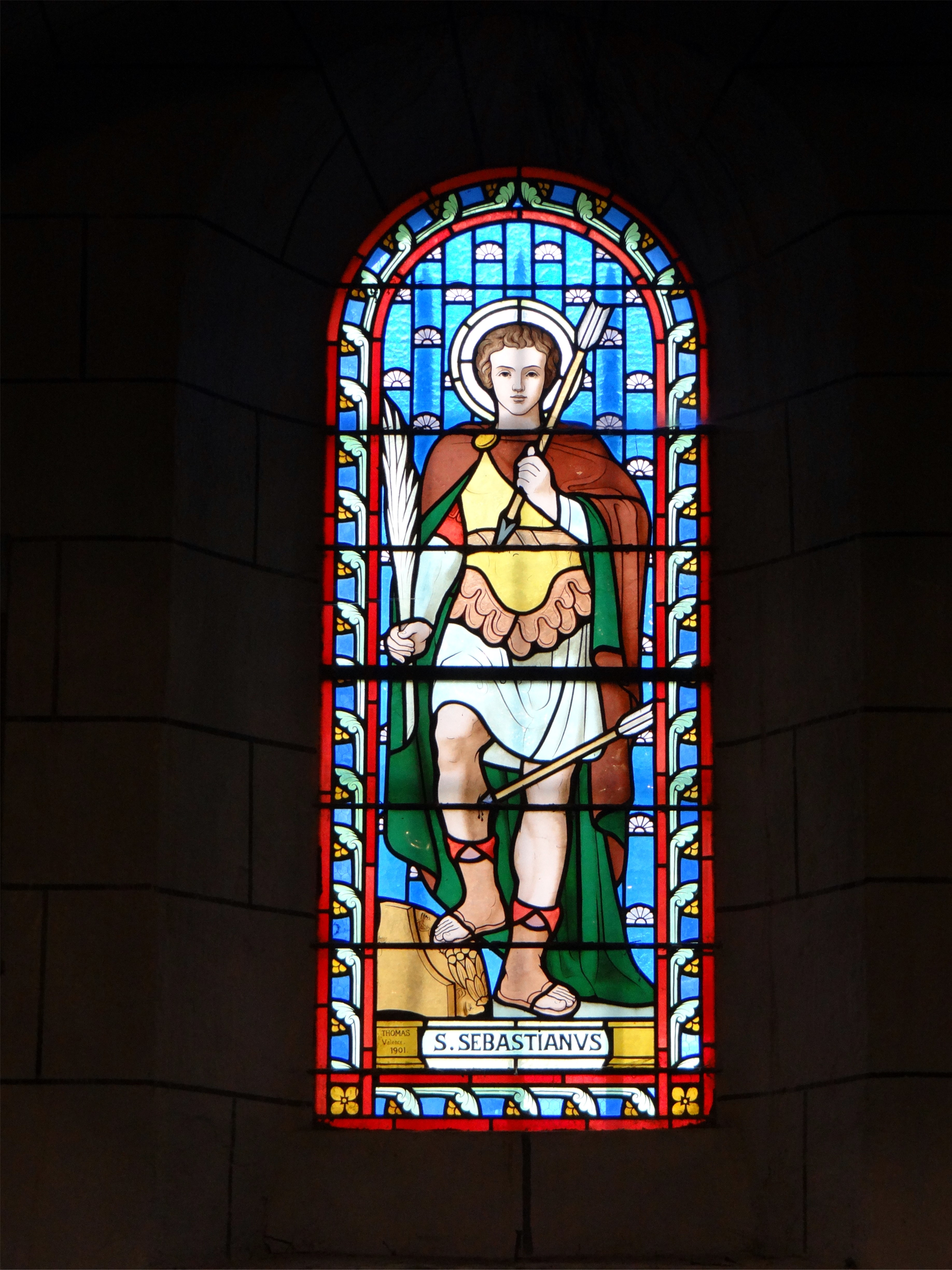
Vitrail représentant saint Sébastien.